# Nowa Wieś (Wieluń)
Pour les articles homonymes, voir Nowa Wieś.
Nowa Wieś est une localité polonaise de la gmina d'Osjaków, située dans le powiat de Wieluń en voïvodie de Łódź.